# 格雷戈里·L·维尔丁
格雷戈里·L·維爾丁（英語：Gregory L. Verdine，1959年6月10日—）是一位美国化学生物学家和生物技术企业家。